# ラブダン
ラブダン (Labdane) は、天然の二環ジテルペンである。"ラブダン"または"ラブダンジテルペン"と総称される幅広い天然化合物の骨格を構成する。
ラブダンは、ハンニチバナ科から抽出される樹脂であるラブダナムから最初に得られたため、このように命名された。
抗細菌、抗菌、抗原虫、抗炎症等、ラブダンには様々な生理活性が確認されている。

## 例
- フォルスコリン
- ステモデン
- イソクプレシン酸 - モントレーイトスギの堕胎薬の成分[4]